# Petalostelma robertii
Petalostelma robertii là một loài thực vật có hoa trong họ La bố ma. Loài này được (S. Moore) Liede & Meve mô tả khoa học đầu tiên năm 2001.